# Marek Grechuta

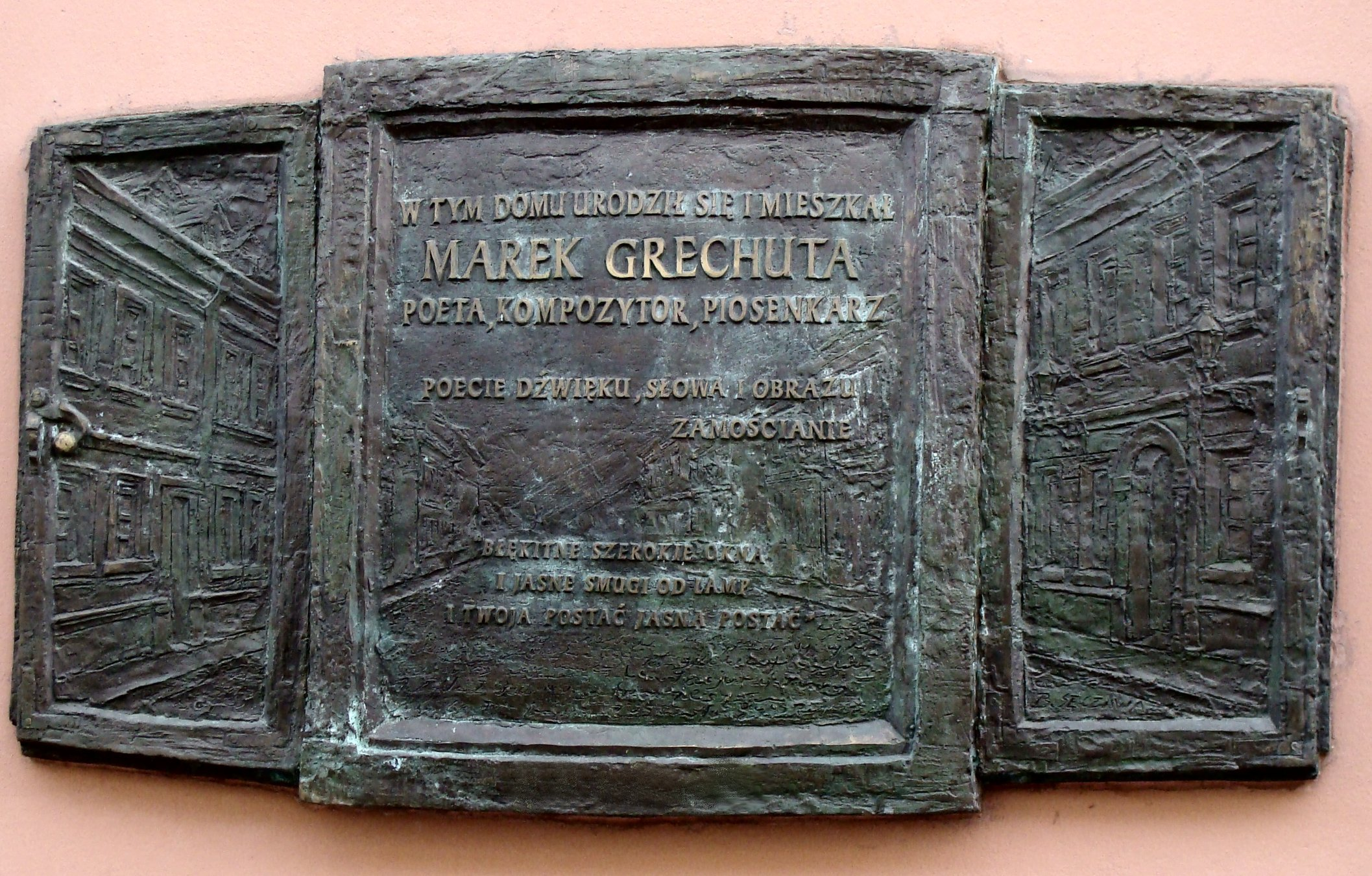
Tablica na kamienicy, w której urodził się i mieszkał Marek Grechuta, w Zamościu

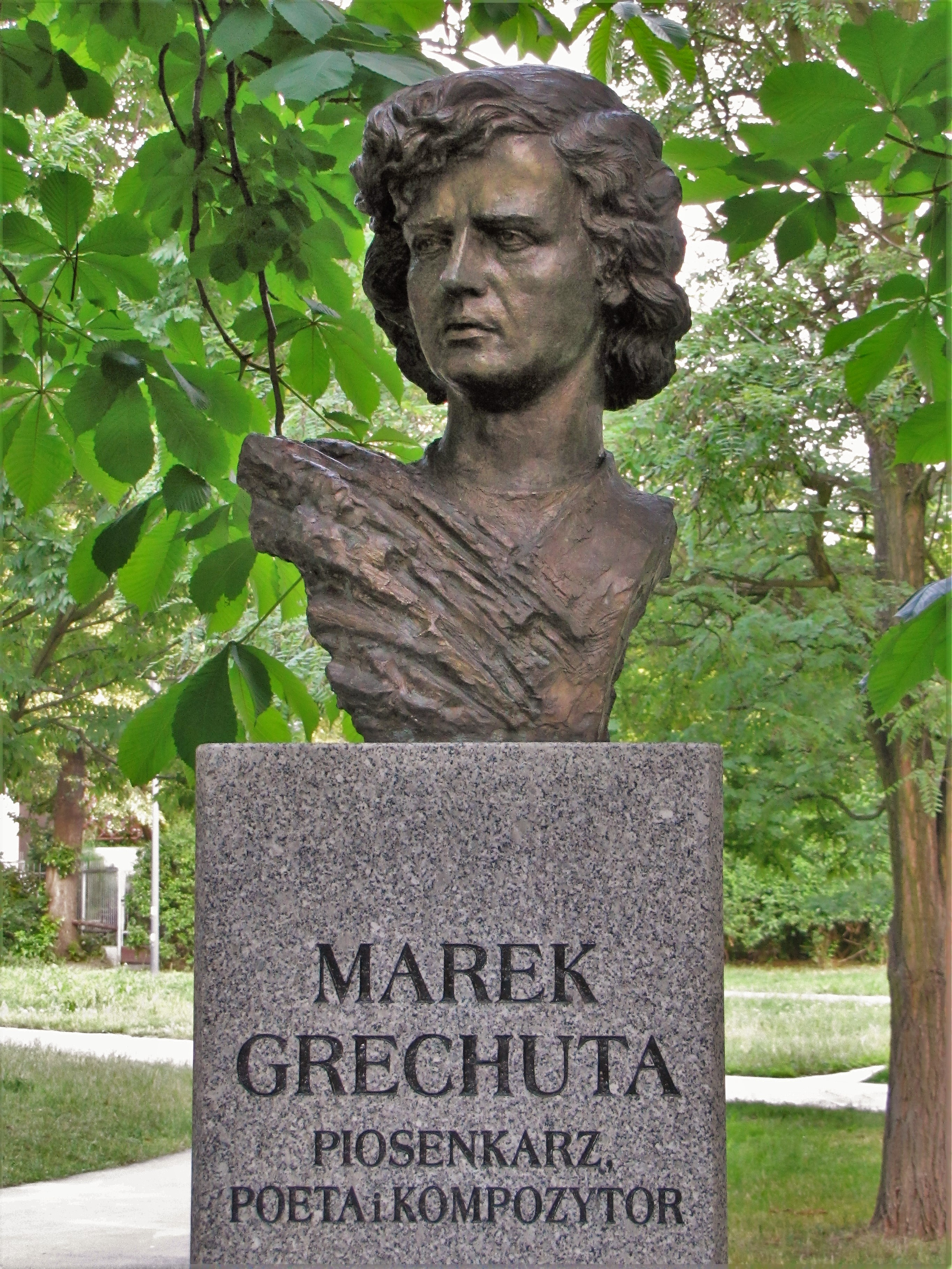
Popiersie Marka Grechuty w Alei Sław na Skwerze Harcerskim w Kielcach

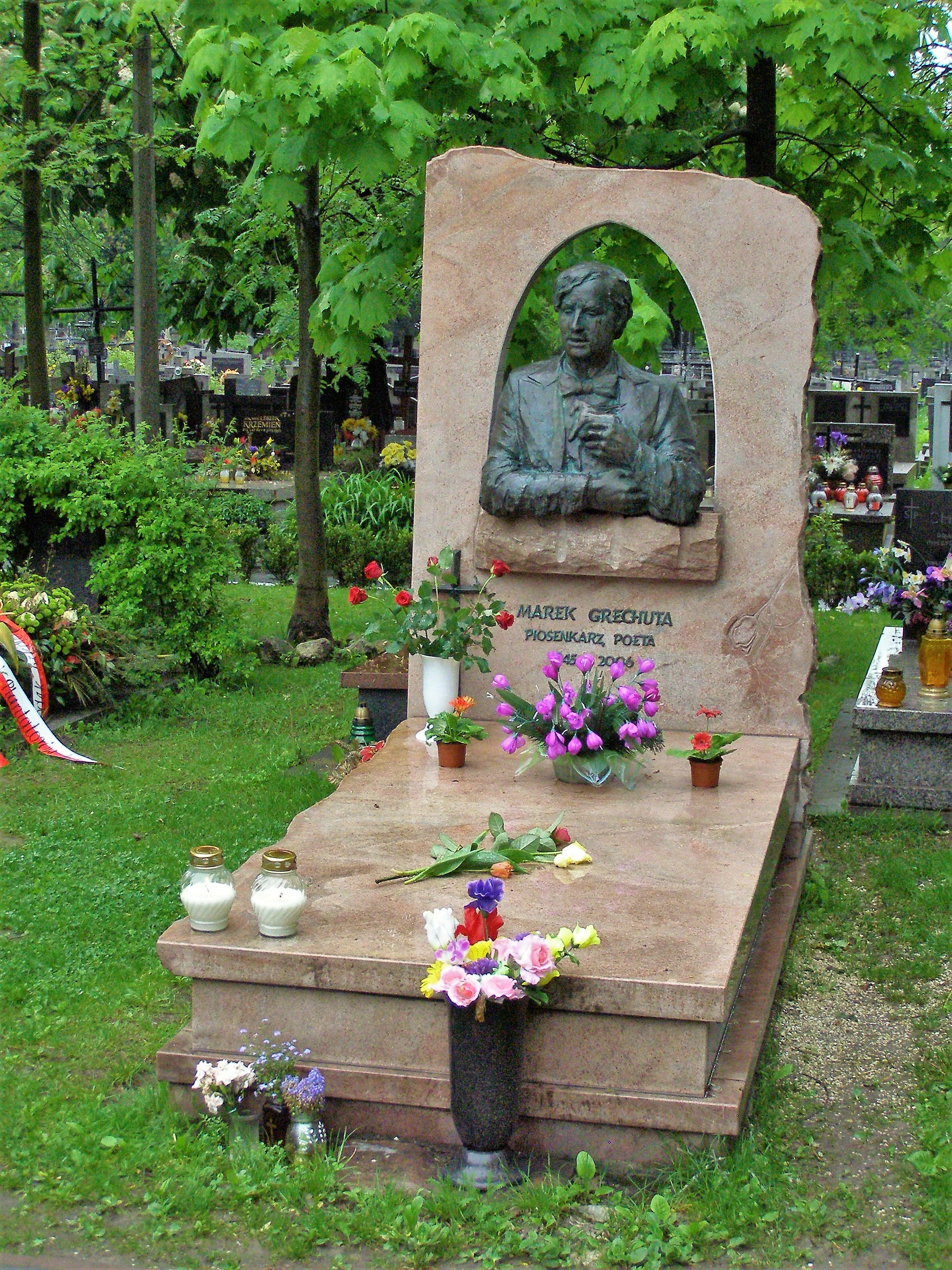
Grób Marka Grechuty w alei zasłużonych cmentarza Rakowickiego w Krakowie

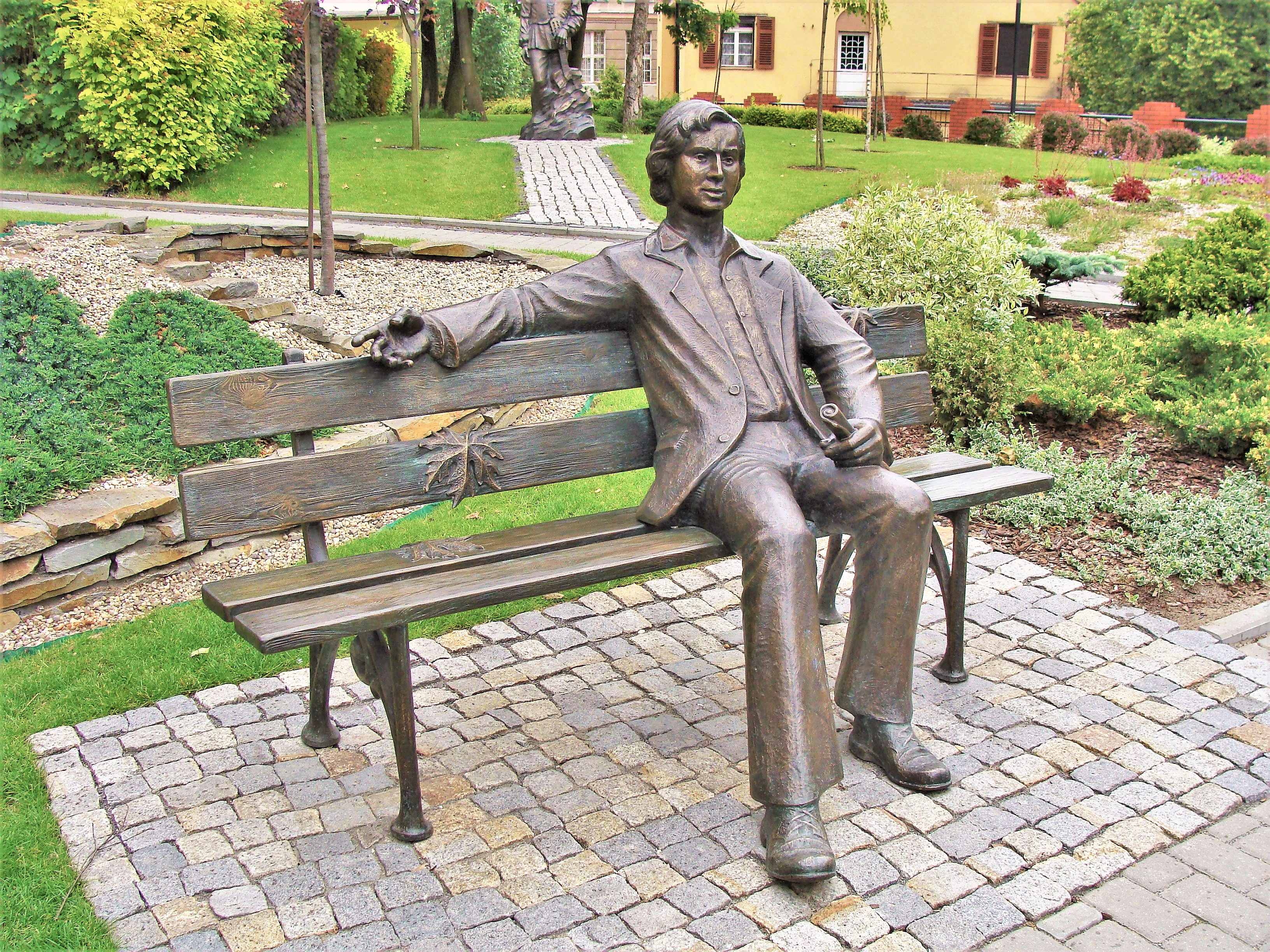
Na Wzgórzu Uniwersyteckim w Opolu

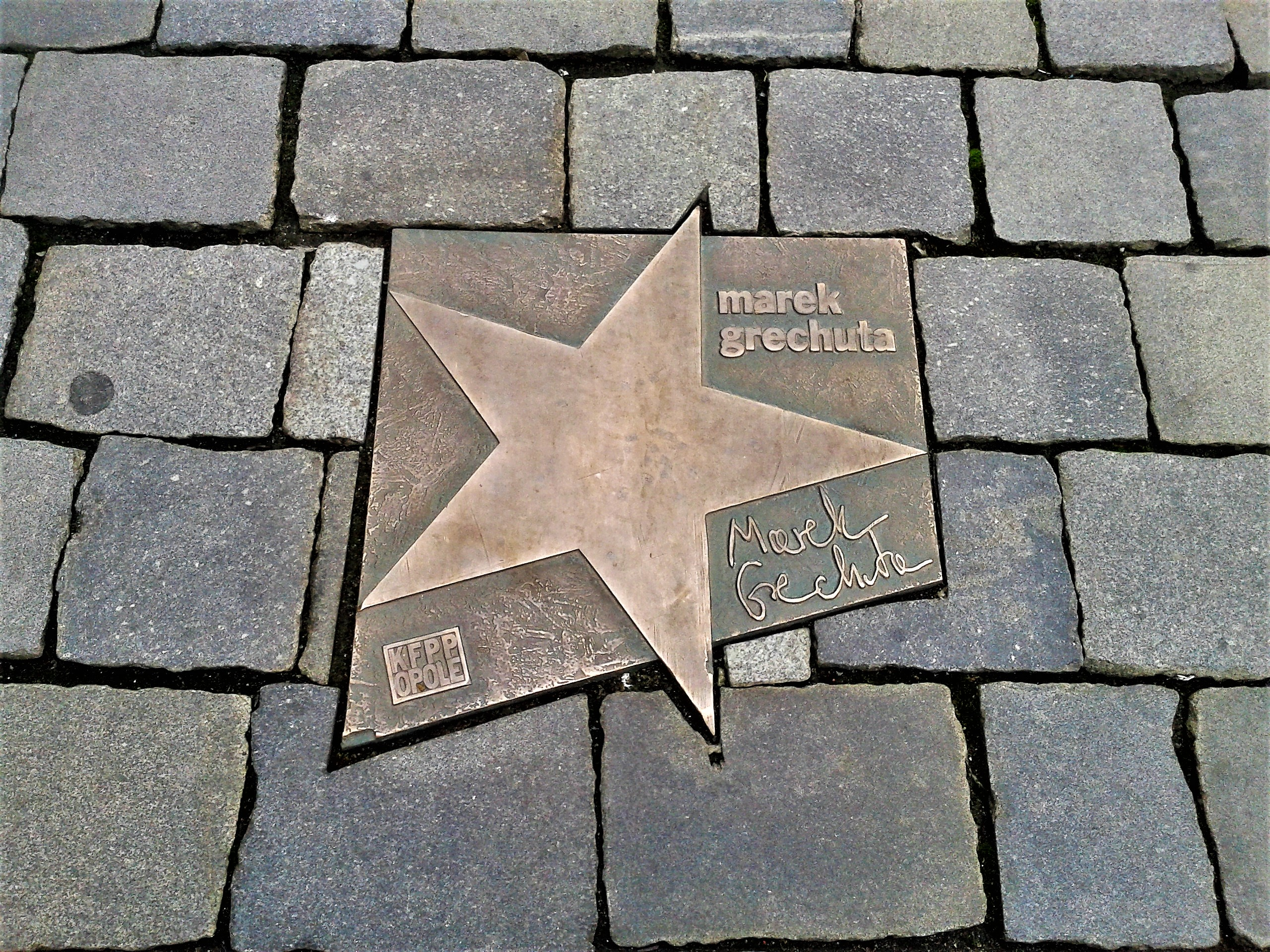
Gwiazda Marka Grechuty w Opolu

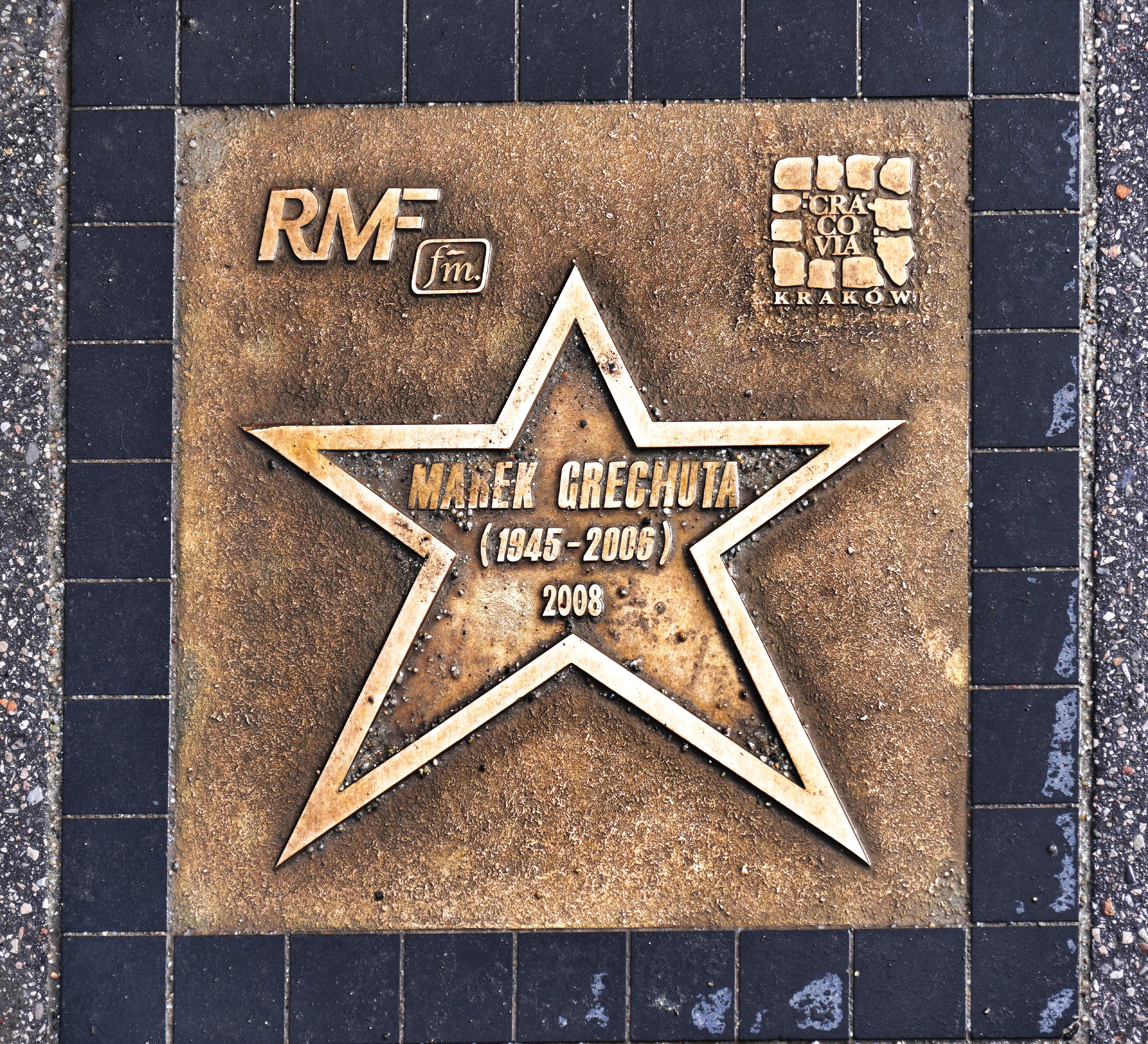
Gwiazda Marka Grechuty na Alei Gwiazd w Krakowie

Marek Michał Grechuta (ur. 10 grudnia 1945 w Zamościu, zm. 9 października 2006 w Krakowie) – polski piosenkarz, poeta, kompozytor i malarz, z wykształcenia architekt.
Uznawany za najważniejszego przedstawiciela polskiej poezji śpiewanej, wykorzystywał często elementy rocka, jazz-rocka i rocka progresywnego, szczególnie w początkowym okresie twórczości.
Zadebiutował w 1967. Zdobywał nagrody na Studenckim Festiwalu Piosenki w Krakowie i Krajowym Festiwalu Piosenki Polskiej w Opolu. Pierwsze dwie płyty nagrał z zespołem Anawa, w tym krążek pt. Marek Grechuta & Anawa (1970), z którego pochodzą przeboje „Będziesz moją panią” i „Nie dokazuj”. W 1971 założył Grupę WIEM. W latach 1976–1986 związany był z Piwnicą pod Baranami.
W 2001 otrzymał Złotego Fryderyka za całokształt twórczości artystycznej.

## Młodość
Urodził się w Zamościu w 1945. W dzieciństwie wyjechał z rodziną do Chylic pod Warszawą, ale w 1956 rodzina na powrót osiadła w Zamościu. W czasie pobytu w Chylicach kościelny organista udzielał Grechucie pierwszych lekcji muzyki. Od najmłodszych lat uczył się gry na fortepianie.
Ukończył zamojskie I Liceum Ogólnokształcące im. Jana Zamoyskiego. W 1963 podjął studia architektoniczne na Politechnice Krakowskiej.

## Kariera muzyczna
W 1966 wraz z Janem Kantym Pawluśkiewiczem założył Kabaret Architektów Anawa (z francuskiego en avant – naprzód), który wkrótce się przeobraził w zespół towarzyszący mu na występach. W październiku 1967 zaliczył publiczny debiut muzyczny, występując z piosenką „Tango Anawa” na Studenckim Festiwalu Piosenki w Krakowie, gdzie zajął drugie miejsce wśród wokalistów. W 1968 na 6. KFPP w Opolu zdobył nagrodę dziennikarzy za piosenkę „Serce”, a rok później, za piosenkę „Wesele”, odebrał jedną z głównych nagród (Nagrodę TVP) na 7. KFPP. Z zespołem Anawa nagrał dwie płyty, Marek Grechuta & Anawa z 1970 i Korowód z 1971. W tym roku na 9. KFPP w Opolu zdobył główną nagrodę za piosenkę „Korowód”.
W 1971 opuścił zespół Anawa i założył Grupę WIEM (W Innej Epoce Muzycznej), z którą nagrał dwa albumy, Droga za widnokres i Magia obłoków. Płyty wypełnione były muzyką z elementami jazz-rocka, a wśród tekstów wykorzystano twórczość poetów współczesnych, takich jak Tadeusz Nowak, Tadeusz Śliwiak, Ryszard Krynicki czy Mieczysław Jastrun.
W 1976 ponownie nawiązał współpracę z Pawluśkiewiczem oraz napisał muzykę do tekstów Witkacego. W 1977 na 15. KFPP w Opolu jego piosenka „Hop – szklankę piwa” zdobyła Nagrodę Grand Prix, również na tym festiwalu przez Krystynę Jandę wykonywana była piosenka „Guma do żucia”, której muzykę i słowa napisał Grechuta. Był również, wraz z Krzysztofem Jasińskim i Janem Kantym Pawluśkiewiczem, współautorem musicalu Szalona lokomotywa według Witkacego, prezentowanego w latach 1977–1980, m.in. w krakowskim Teatrze STU oraz katowickim Spodku.
W 1976 rozpoczął, trwającą blisko 10 lat, współpracę z Piwnicą pod Baranami. W 1979 nagrał płytę z pieśniami do słów poety Tadeusza Nowaka, które poza nim zaśpiewali Teresa Haremza, Magda Umer oraz Marian Opania. Utwory te, pochodzące ze spektaklu Zapach łamanego chleba nie spotkały się jednak z dobrym przyjęciem. W 1981 ukazały się Śpiewające obrazy, płyta nagrana ponownie z zespołem Anawa, na której znalazły się piosenki inspirowane obrazami van Gogha, Picassa, Degasa, Moneta, Renoira i Wyspiańskiego, a także muzyka ze spektaklu Otello.
W 1984 wspólnie z Krystyną Jandą nagrał album pt. W malinowym chruśniaku, z wierszami Bolesława Leśmiana. Do własnych tekstów wrócił w 1986, wydając w 1987 płytę pt. Wiosna – ach to ty, która wypełniona była lżejszą muzyką i przyniosła tytułowy przebój, a także zawierała fragmenty muzyki ze spektakli Colas Breugonon, Tumor Witkacego i Kronika Olsztyńska. W 1987 napisał muzykę do przedstawienia teatralnego Jana Brzechwy – Kopciuszek. W 1989 wydał płytę pt. Krajobraz pełen nadziei. W 1991 wydał Piosenki dla dzieci i rodziców, nagrane wspólnie z aktorami Teatru Starego w Krakowie oraz dziecięcym chórem Gama. W 1994 wydał album pt. Dziesięć ważnych słów, zawierający utwory poświęcone istotnym wartościom w życiu. Nawiązywał w nich do Dekalogu, określając je jako „dziesięć przykazań człowieka współczesnego”.
W 2000 ukazał się zestaw pt. Świecie nasz, zawierający wszystkie 13 albumów Grechuty. Kompilacja otrzymała w 2001 Nagrodę Muzyczną Fryderyk w kategorii „najlepsza reedycja”. Zestaw został wznowiony w 2005, uzupełniono go wtedy o album Niezwykłe miejsca, a także o składającą się z nagrań archiwalnych płytę Godzina miłowania.
W 2003 wspólnie z zespołem Myslovitz wykonał cover ich przeboju „Kraków”, który znalazł się na dwupłytowym albumie The Best of Myslovitz. Ostatnią płytą Grechuty z premierowym materiałem były Niezwykłe miejsca (2004), na którym znalazły się piosenki poświęcone miejscom, które go oczarowały.
W 2006 na 43. KFPP w Opolu został uhonorowany Grand Prix tego festiwalu (Nagroda Prezesa TVP).

## Działalność pozamuzyczna
Był aktywnym malarzem, odbywały się wystawy obrazów jego autorstwa, m.in. w Krakowie (1981), Bytomiu (1984) czy Myślenicach (1986). Interesował się także rzeźbą i filozofią.
Wystąpił w filmie Andrzeja Wajdy Polowanie na muchy (1969) oraz w filmie Tumor Witkacego (1985).

## Śmierć i pogrzeb
Zmarł nagle w nocy 9 października 2006, w wyniku niewydolności krążenia, która była skutkiem ogólnego pogorszenia stanu zdrowia spowodowanego kilkoma czynnikami.
17 października 2006 został pochowany w alei zasłużonych na cmentarzu Rakowickim w Krakowie (kwatera LXIX pas C-2-6). Pogrzeb poprzedziła msza święta w Kościele Mariackim, gdzie artyści Piwnicy pod Baranami zaśpiewali Przychodzimy, odchodzimy i Dezyderata. Gdy trumna z ciałem Marka Grechuty opuszczała bazylikę, rozległy się oklaski, którym towarzyszyła melodia piosenki artysty „Ocalić od zapomnienia”. Od bramy cmentarza Rakowickiego trumnę Marka Grechuty nieśli jego przyjaciele z Piwnicy, m.in.: Grzegorz Turnau, Jan Kanty Pawluśkiewicz, Zbigniew Preisner. Nad grobem Jan Kanty Pawluśkiewicz odczytał wiersz napisany przez Leszka Aleksandra Moczulskiego. W pogrzebie Grechuty uczestniczyli m.in.: Grzegorz Turnau, Mirosław Czyżykiewicz, Jacek Zieliński, Anna Szałapak, Jacek Wójcicki, Artur Rojek, Leszek Wójtowicz i prezydent Krakowa Jacek Majchrowski.

## Życie prywatne
W 1970 poślubił Danutę, razem mieli syna Łukasza, absolwenta Akademii Sztuk Pięknych w Krakowie.
W młodości, po nagłym rozstaniu z ówczesną partnerką, Haliną Marmurowską, zaczęło ujawniać się u Grechuty zaburzenie afektywne dwubiegunowe. Schorzenie utrudniało mu karierę, m.in. zdarzało się, że z tego powodu przerywał próby i występy, co było błędnie odbierane za skutki nadużycia alkoholu. Przez wiele lat artystę wspierała żona Danuta, organizując mu życie, ale długotrwałe napady silnej depresji wyłączały Grechutę z funkcjonowania. Jego stan pogorszyło nagłe zaginięcie syna Łukasza w 1999 – Grechuta wówczas wystąpił w programie Ktokolwiek widział, ktokolwiek wie, w którym poruszano sprawę. Syn odnalazł się po ośmiu miesiącach od emisji programu, czyli dwa lata po zaginięciu – okazało się, że wyruszył w samotną pieszą pielgrzymkę do Santiago de Compostela i Rzymu.

## Upamiętnienie
O Grechucie powstały trzy publikacje książkowe: „Marek Grechuta. Portret artysty” ( Znak 2006) Wojciecha Majewskiego, „Marek. Marek Grechuta we wspomnieniach żony Danuty” (2011) Danuty Grechuty i Jakuba Barana oraz „Chwile, których nie znamy. Opowieść o Marku Grechucie” (2013) Marty Sztokfisz. We wrześniu 2015 nakładem wydawnictwa Prószyński i S-ka ukazał się zbiór wierszy Grechuty pt. „Pani mi mówi niemożliwe... Najpiękniejsze wiersze i piosenki”.
9 października 2007 na cmentarzu Rakowickim odsłonięto pomnik Grechuty, a uroczystość poprzedził przemarsz korowodu złożonego z przyjaciół i miłośników twórczości poety.
W 2008 powstał krótkometrażowy film dokumentalny pt. „Danuta i Marek Grechutowie” w ramach serialu Taka miłość się nie zdarza, wyreżyserowany przez Dagmarę Kossak i wyprodukowany przez  TVN Style. W 2009 powstał film dokumentalny o życiu Grechuty pt. Gdziekolwiek będę..., wyreżyserowany przez Piotra Poraja-Poleskiego oraz sfinansowany przez Polski Instytut Sztuki Filmowej i Telewizję Polską. Scenariusz filmu, obok reżysera, współtworzyła Danuta Grechuta.
NBP planował emisję monety z wizerunkiem Grechuty w ramach serii Historia polskiej muzyki rozrywkowej, lecz plany te nie zostały dotąd zrealizowane.
Piosenka Grechuty „Dni, których nie znamy” jest nieoficjalnym hymnem kibiców drużyny piłkarskiej Korony Kielce. Utwór jest odgrywany i śpiewany przed meczami drużyny na Stadionie Miejskim w Kielcach.
W kwietniu 2014 Radio Zet i Radio Zet Gold wyemitowały 20-odcinkowe słuchowisko będące wersją audio fragmentów książki Jakuba Barana i Danuty Grechuty pt. „Marek. Marek Grechuta we wspomnieniach żony Danuty”. Fragmenty czytała Magdalena Różczka. Dzięki staraniom Danuty Grechuty oraz Fundacji „Korowód” im. Marka Grechuty wszystkie odcinki są sukcesywnie publikowane na profilu artysty w serwisie Facebook oraz w YouTube.
Patron
W Bielawie, Opolu, Ostrowie Wielkopolskim, Radomiu, Słupsku, Turku i Zamościu znajdują się ulice, których patronem jest Marek Grechuta.
Polska szkoła społeczna w Porsgrunn w Norwegii jako pierwsza szkoła nosi imię Marka Grechuty. W 2014 amfiteatrowi Miejskiego Domu Kultury w Świnoujściu uroczyście nadano imię Marka Grechuty.
Od 2018 Park Krakowski w Krakowie ma za patrona Grechutę.
Artystę upamiętnia odbywający się corocznie w Krakowie Grechuta Festival.

## Nagrody i odznaczenia
- II nagroda na VI Festiwalu Piosenki Studenckiej w Krakowie (1967)
- Grand Prix dla najlepszej piosenki na VI Festiwalu Piosenki Studenckiej za utwór „Tango Anawa” (1967)
- Główna nagroda na Festiwalu Artystycznym Młodzieży Akademickiej FAMA w Świnoujściu (1968)
- Nagroda Dziennikarzy za piosenkę „Serce” na VI KFPP w Opolu (1968)
- Nagroda główna Telewizji Polskiej za piosenkę „Wesele” na VI KFPP w Opolu (1969)
- Nagroda główna Grand Prix za piosenkę „Korowód” na IX KFPP w Opolu (1971)
- Nagroda główna Grand Prix za piosenkę „Hop, szklankę piwa” na XV KFPP w Opolu (1977)
- Nagroda Dziennikarzy za piosenkę „Guma do żucia” XV KFPP w Opolu (1977)
- Najlepszy kompozytor przeglądu Poznańska Wiosna Estradowa (1979)
- Srebrny Krzyż Zasługi (1979)[29]
- Nagroda Telewizji Dzieci i Młodzieży na Puławskich Spotkaniach Lalkarzy za widowisko muzyczne Piękne jest królestwo moje (1995)
- Złota płyta za sprzedanie 50 tys. egzemplarzy płyty Dni, których nie znamy z serii „Złota kolekcja” (1999)
- Krzyż Oficerski Orderu Odrodzenia Polski (2000)[30]
- Nagroda Polskiego Przemysłu Fonograficznego Złoty Fryderyk za całokształt artystyczny (2001)
- Nagroda Polskiego Przemysłu Fonograficznego Fryderyk w kategorii „Reedycje” za serię Świecie nasz (2001)
- Złoty indeks – nagroda honorowa Festiwalu Piosenki Studenckiej w Krakowie (2002)
- Złoty Medal „Zasłużony Kulturze Gloria Artis” (2005)[31]
- Nagroda im. Karola Musioła za wybitne osiągnięcia w popularyzacji polskiej piosenki na Krajowym Festiwalu Piosenki Polskiej w Opolu (2006)
- Anioł Lanckorony – tytuł honorowy nadawany przez Stowarzyszenie Ekologiczno-Kulturalne „Na Bursztynowym Szlaku” za działalność na rzecz Lanckorony (2006)[32]
- Krzyż Komandorski Orderu Odrodzenia Polski (2006, pośmiertnie)[33]

## Dyskografia

### Albumy studyjne
- Marek Grechuta & Anawa (1970)
- Korowód (1971)
- Droga za widnokres (1972)
- Magia obłoków (1974)
- Szalona lokomotywa (1977)
- Pieśni Marka Grechuty do słów Tadeusza Nowaka (1979)
- Śpiewające obrazy (1981)
- W malinowym chruśniaku (1984)
- Wiosna – ach to ty (1987)
- Krajobraz pełen nadziei (1989)
- Piosenki dla dzieci i rodziców (1991)
- Droga za widnokres (1991; nowa wersja albumu, nagrana w Teatrze STU w kwietniu 1991)
- Dziesięć ważnych słów (1994)
- Niezwykłe miejsca (2003)

### Albumy koncertowe
- Upojenie (1994)
- The Best (1997)
- Serce (2001)
- Unikaty (2006; płyta dołączona do książki „Marek Grechuta. Portret artysty”)
- Koncerty: Warszawa '73 (2014)
- Koncerty: Opole '76 (2014)
- Koncerty: Kraków '81 (2014)
- Koncerty: Kraków '84 (2014)
- Koncerty: Opolski korowód (2015)

### Minialbumy
- Serce (1969)
- Maryla Rodowicz i Marek Grechuta (1977, z Marylą Rodowicz)
- Kraków (2003, z Myslovitz)

### Single
- „Gaj” / „Mały barek w Santa Cruz” (1977, z Marylą Rodowicz)
- „Muza Pomyślności” / „Głos” (1978)
- „Hop Szklankę Piwa” / „Song O Ciszy” (1979, z Jonaszem Koftą)

### Pocztówki dźwiękowe
- „Będziesz moją panią” (1970)
- „Nie dokazuj” (1970)
- „Dni, których nie znamy” (1971)
- „Korowód” (1971)
- „Świecie nasz” (1971)

### Kompilacje
- To pejzaż mojej ziemi (1973)
- Zagrajcie nam dzisiaj wszystkie srebrne dzwony (1975)
- Songi Teatru STU (1978)
- Piosenki Solidarności (1981)
- Złote przeboje (1990)
- Ocalić od zapomnienia (1990)
- Jeszcze pożyjemy (1993)
- Złote przeboje 2 (1998)
- Złota kolekcja: Dni, których nie znamy (1999) – 2x platynowa płyta[34]
- Świecie nasz (2000/2005) – 3x platynowa płyta[34]
- Piwnica pod Baranami (2001)
- Złota kolekcja: Gdzieś w nas (2004)
- Godzina miłowania (2005)
- Złota kolekcja: Dni, których nie znamy / Gdzieś w nas (2008)[35] – złota płyta[36]
- 40 piosenek (2011) – złota płyta[37]
- Złote przeboje (2014; płyta dołączona do książki „Marek. Marek Grechuta we wspomnieniach żony Danuty”)

## Albumy poświęcone Markowi Grechucie
- Wojciech Majewski Quintet – Grechuta (2001)
- Grzegorz Turnau – Historia pewnej podróży (2006)
- Michał Bajor – Piosenki Marka Grechuty i Jonasza Kofty (2009)
- Dzień dobry – Dzień dobry Panie Marku (2010)
- Plateau – Projekt Grechuta (2011)
- Chór Kameralny Fermata – Grechuta niejednym głosem (2012)
- Mistrzowie polskiej piosenki: Marek Grechuta (2013)
- Grechuta Festival 2013 (2014)
- Anawa 2020 (2020)

## Zbiory poezji Marka Grechuty
Źródło
- Będziesz się uśmiechać (1985)
- Sztandary (1988)
- Na serca dnie (1990)
- Krajobraz pełen nadziei (1990)
- Pani mi mówi niemożliwe... Najpiękniejsze wiersze i piosenki (2015)